# ジャスティン・ワッツ
ジャスティン・ワッツ（Justin Watts、1990年7月1日 - ）はアメリカ合衆国の男子バスケットボール選手。ポジションはシューティングガード/スモールフォワード。ウルグアイリーグのデフェンソール・スポルティング所属。

## 経歴
ノースカロライナ州のダーラム出身。いとこにNFLで8シーズンプレーしたハンク・ポーティートが居る。Charles E. Jordanハイスクールに進学し、シニアの年（3年時）にはキャプテンを務める。Pac-6カンファレンスのプレーヤー・オブ・ザ・イヤー、カンファレンス選抜などに選出されている。

### カレッジ
ノースカロライナ大学進学後、フレッシュマンの2008-09シーズンにNCAA男子バスケットボールトーナメント優勝チームのメンバーとなった。シーズン27試合に出場し、1試合平均0.7得点。シーズンハイはマウイで行われたチャミネード大学戦での9得点、4リバウンド。
ソフモアの2009-10シーズンは出場機会がわずかに増えた。2009年12月12日のプレスビティリアン大学戦で初めて先発出場し、キャリアハイの22分間の出場で9得点、4リバウンド、3アシスト、2スティール。シーズン計23試合1試合平均6.2分の出場で1.7得点。
ジュニアの2010-11シーズンは出場機会はさらに増えた。ホフストラ大学戦で6本のシュートをすべて決めてキャリアハイかつ初の二桁13得点を記録。シーズン計では34試合1試合平均9.2分の出場で1.9得点、1.9リバウンド。
シニアの2011-12シーズンの出場機会は少し減少した。38試合1試合平均7.2分間の出場で1.2得点、1.3リバウンド。
彼はNBAからドラフトされる多数の有力選手と一緒のチームに所属していたため出場機会は限られていたが、大学でのキャリアを通じて共同キャプテンを務めており、またポイントガードからパワーフォワードの多様なポジションをプレーしてインパクトを残した。

### プロフェッショナル
大学卒業後の2012-13シーズンはプレーせず、2013年3月にオーストラリア・QBLのロックハンプトン・ロケッツに加入。18試合で22.3得点、7.3リバウンド、3.3アシストの成績で優勝に貢献した。
2014年3月、メキシコ・CIBACOPAのカボルカに入団。17試合に出場して24.1得点（リーグ1位）、5.7リバウンド、2.7アシスト、1.5スティールを記録。
2014-15シーズンはbjリーグの高松ファイブアローズと契約。公式戦初出場した10月4日のバンビシャス奈良戦で17得点、4アシストをマーク。ダンクシュートを5本決めた。跳躍力を活かしたスラムダンクで観客を魅了し、地元スポーツメディアから「AIR KAGAWA」とも呼ばれた。2015年1月、bjリーグオールスターゲームに出場した。

## 記録
| シーズン | チーム | GP | GS | MPG  | FG%  | 3P%  | FT%  | RPG | APG | SPG | BPG | TO  | PPG  |
| -------- | ------ | -- | -- | ---- | ---- | ---- | ---- | --- | --- | --- | --- | --- | ---- |
| 2014-15  | 高松   | 52 |    | 26.8 | .426 | .268 | .649 | 4.6 | 2.7 | 1.1 | 0.5 | 2.6 | 13.6 |